# Запольская (Свердловская область)
Запольская — деревня в Верхотурском городском округе Свердловской области, Россия. 

## Географическое положение
Деревня Запольская муниципального образования «Верхотурский городской округ» расположена в 66 километрах (по автотрассе в 77 километрах) к востоку-юго-востоку от города Верхотурье, на правом берегу реки Тура.

## Население
| 1873 | 2002 | 2010 | 2021 |
| ---- | ---- | ---- | ---- |
| 100  | ↘16  | ↘4   | ↘2   |